# Tac químic

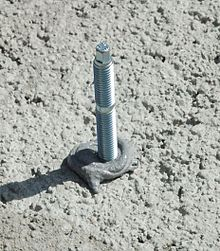
Vareta roscada i ancoratge químic

L'anomenat tac químic es basa en la idea de fixar una vareta roscada o barra corrugada de metall a formigons fissurats o no fissurats. S'utilitza en el camp de l'enginyeria estructural, per a fixar components a una estructura sòlida o per juntes de formigó armat (en formigons amb més de 30 dies d'antiguitat) o roques. També és possible realitzar aplicacions a murs de maó (paret) en lloc de fer-ho mecànicament per fricció o per enclavament, utilitzant una resina normalment de dos components.
Els beneficis d'aquest sistema són la resistència mecànica i la velocitat d'enduriment que en molts casos són 45 minuts. Per a aquest fi és necessari l'ús de resines de dos components, una resina més el catalitzador o enduridor, que es caracteritzen per reacció química que després de minuts cura o seca.

## Descripció

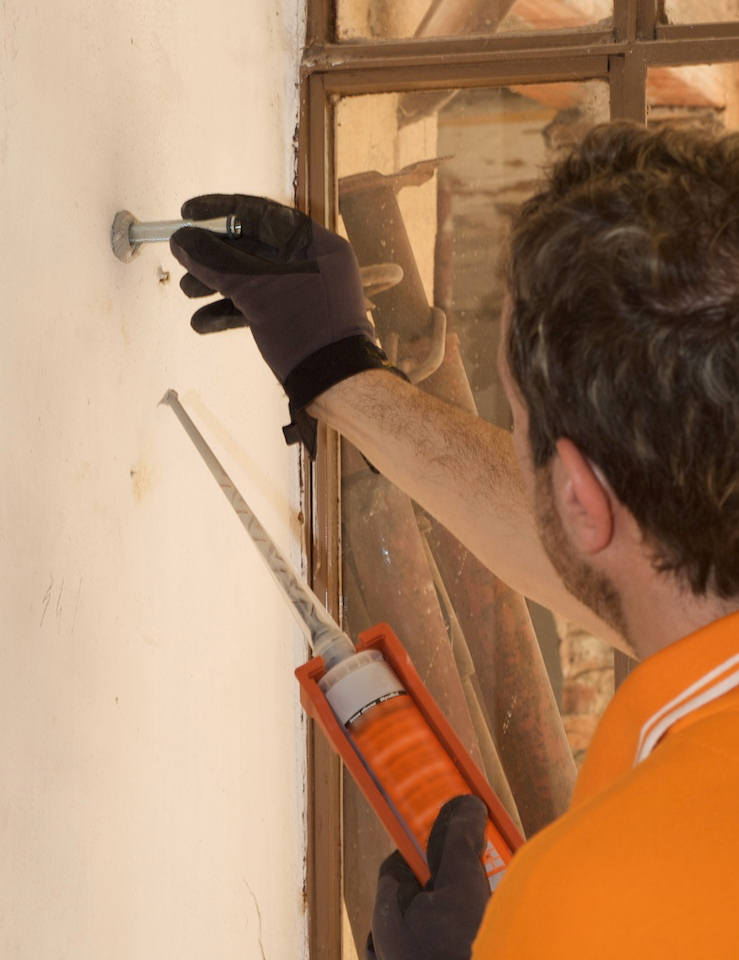
Aplicació d'una vareta roscada amb tac químic.

Aquest material s'injecta a la perforació la que abans es neteja amb bufadors elèctrics o manuals per a una millor adherència a la rugositat de la perforació, ideal a més del bufador utilitzar escombretes metàl·liques per aconseguir netejar les restes de la perforació de la millor manera possible. La perforació en formigons i murs es realitza amb broques per a formigó. En roques es realitzen perforacions diamantades no broques i s'utilitzen ancoratges químics especials capaços d'aconseguir adherència en la perforació llisa i perfecta resultat de la perforació diamantada. Epoxi Pur en la majoria dels casos.
En el cas de maons buits es perfora i després s'introdueix en la perforació un tamís o tac al que se li injecta algun ancoratge químic com el metacrilat per exemple. Aquests existeixen en diferents envasos sent els envasats en pots A + B els més antics, avui hi ha envasos bicomponents amb format de silicona on els productes A + B es barregen sols de manera perfectament homogeni en la cànula en sortir no manualment com abans on no hi havia garantia d'una barreja realment homogènia per a ús professional.
Per a l'aplicació d'aquesta resina, el sistema més pràctic en ús avui en dia és el cartutx de bicomponent (Resina + catalitzador), amb el qual la resina es subministra amb una pistola calafatera normal (Pistola de silicona), i l'ús d'una cànula o filtre que és el mesclador estàtic en el qual els components es proporcionen en paral·lel, es barregen en passar a través d'una "espiral" (mesclador estàtic) interna al broquet.
Hi ha també ancoratges químics en envasos de vidre (càpsules químiques), que contenen una dosi única de resina i catalitzador (separats en el mateix envàs), que es poden utilitzar únicament en suports plens; s'introdueixen en el forat i successivament s'introdueix una vareta roscada, utilitzant un trepant de percussió rotatiu, que trenca l'envàs i barreja els components que s'endureixen ràpidament.

## Tipus de resines

Casquet d'injecció per a aplicació de la resina en maons perforats.

Els tipus de resines utilitzades es distingeixen pel tipus d'aplicació i la resistència requerida; hi ha resines polièster, resines vinilèster i resines epoxi.
Les resines polièster es caracteritzen per una bona relació qualitat-preu, però no han de ser aplicats en el formigó constantment mullat, pel risc de hidròlisi alcalina que podria, a llarg termini, comprometre la resistència, de manera que es destinen per a usos artesanals com la instal·lació de finestres i portes, calefacció i fontaneria, fusteria lleugera i aplicació en maons buits.
Les resines vinilèster es caracteritzen per una major resistència mecànica i resistència a la hidròlisi alcalina, pel que són apropiades en l'ús de fixacions de llarga resistència a les construccions, incloent injecció de barres de reforç en la fusteria metàl·lica pesada i en les obres vials .
Les resines epoxi es caracteritzen per una major resistència mecànica i una millor adhesió en els forats fets mitjançant perforadores diamantades, però el temps d'enduriment és aproximadament deu vegades més gran, de manera que s'utilitzen principalment per a connexions de varetes de reforç, gràcies a la major fluïdesa que s'adequa a les injeccions en forats més llargs.

## Mètodes d'aplicació

### Aplicació en maons perforats

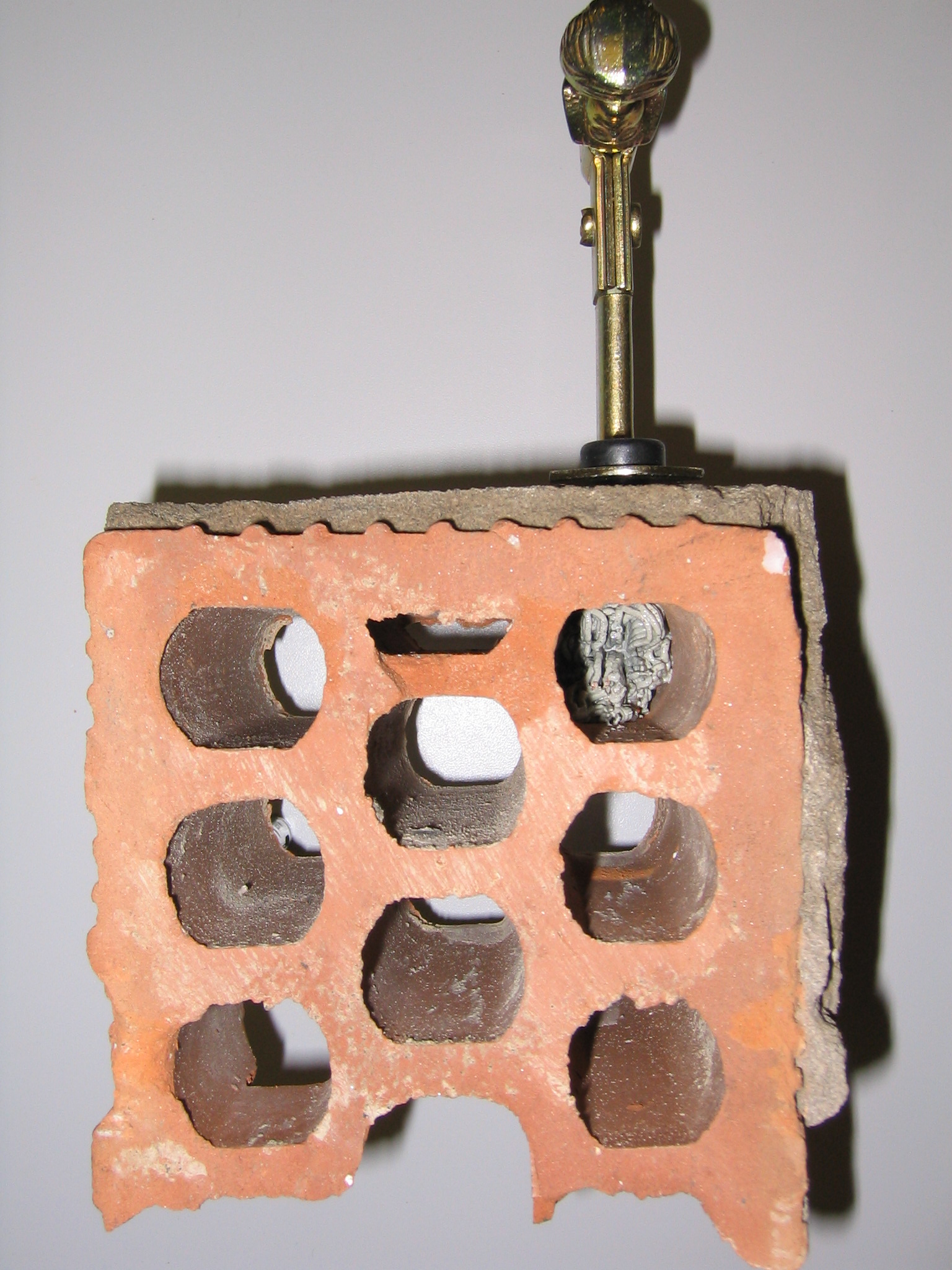
Tac químic en maó perforat.

És necessari l'ús d'un casquet d'injecció especial que no deixi caure la resina dins de la paret maciça perforada, facilitant la formació d'un conglomerat de resina que va ancorar els orificis del totxo fets per l'enclavament.
1. Perforar el suport respectant el diàmetre i la profunditat de perforació; perforar amb simple rotació, sense percussió, per no trencar els orificis interns de la rajola.
2. Descargolar la tapa del cartutx i cargolar el mesclador.
3. Inserir el cartutx a la pistola dispensadora.
4. Lliurar la resina i rebutjar la part inicial fins a la sortida d'una resina de color uniforme.
5. Inserir en el forat el casquet d'injecció. Si el forat està en el punt en el qual el suport no està perforat, per exemple en el morter entre els maons, no utilitzar el casquet i realitzar la instal·lació com si fos un suport compacte.
6. Injectar la resina en el forat des del fons; lliurar resina suficient per fer-la sortir de les malles de la xarxa del casquet en la quantitat adequada.
7. Inserir la barra girant lleument per a una millor disposició de l'ancoratge.
8. Respectar els temps d'enduriment abans d'aplicar la càrrega.

### Aplicació en parets compactes i formigó

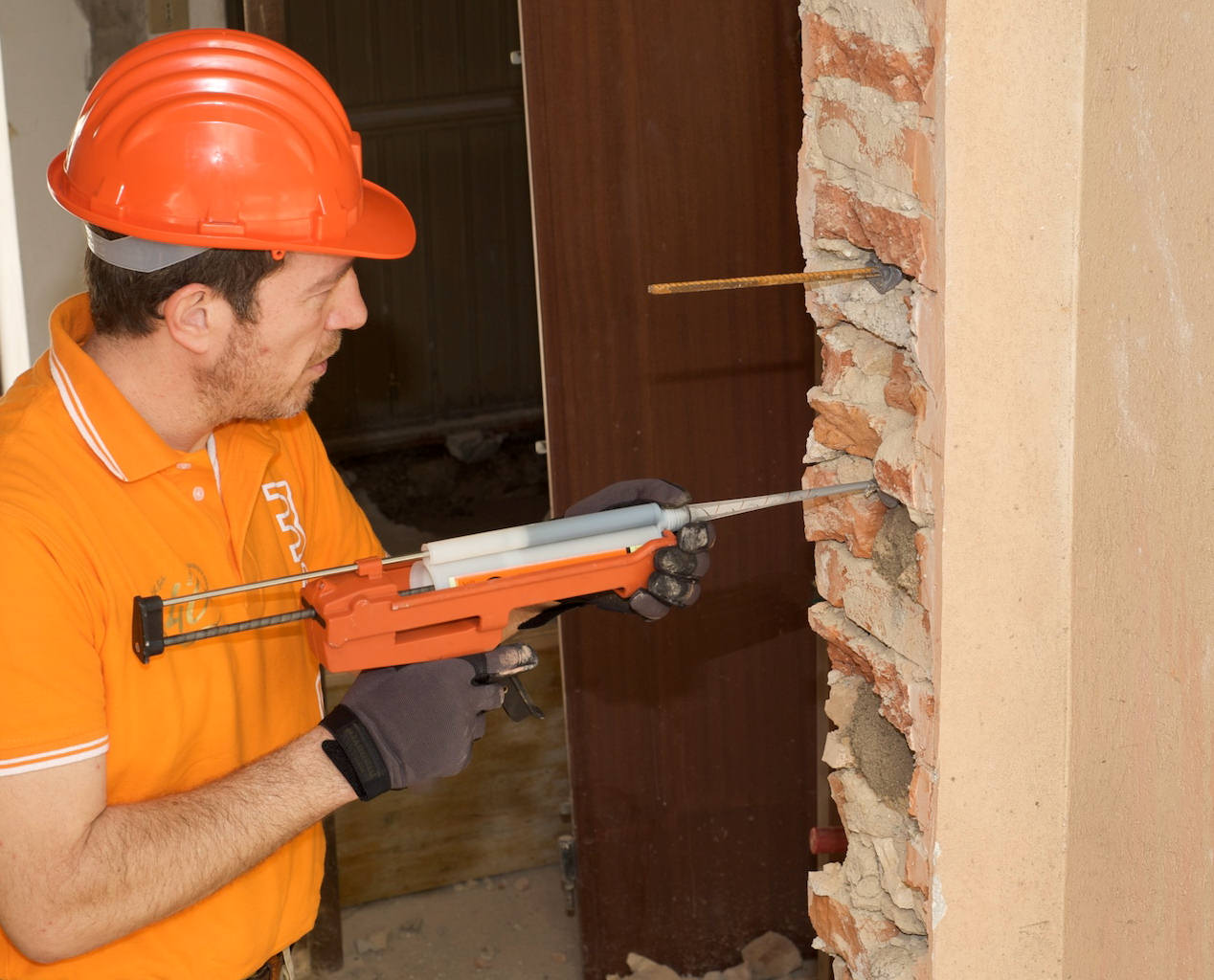
Aplicació d'un ancoratge químic per a reforç.

1. Perforar la paret massissa respectant el diàmetre i la profunditat requerits. Per paret massissa compacta es recomana l'ús d'una eina de perforació amb rotopercussió.
2. Treure la pols del forat amb una escombreta i aire a pressió. Un bon nivell de neteja s'obté en seqüències alternes i successives de dos tirs d'aire i dues raspallats.
3. La barra o el cargol han d'estar nets, sense greixos o oli ni rovell.
4. Descargolar la tapa del cartutx i cargolar el mesclador. Per injeccions més profundes de 15 centímetres i fins als 100 centímetres, utilitzar un extensor i tallar-lo a mida. No excedir en longitud, de manera que no augmenti massa l'esforç de lliurament. Per a un menor esforç tenir els cartutxos entre els 15 i els 25 ° C.
5. Inserir el cartutx a la pistola dispensadora.
6. Lliurar la resina i rebutjar la part inicial fins a la sortida d'una resina de color uniforme.
7. Injectar la resina des del fons; omplir 2/3 del forat pujant amb el mesclador (així la sortida d'un petit excés de resina dona la certesa visual que l'ancoratge és correcte).
8. Inserir la barra tornejat lleugerament per a una millor disposició de la resina. Si cal, l'excés de resina pot ser eliminada immediatament o, un cop endurida, amb l'ajuda d'un cisell.
9. Respectar els temps de repòs abans d'aplicar la càrrega.

Si la resina en el mesclador està endurida, haurà de ser utilitzat un altre mesclador.

### Aplicacions en els forats humits o plens d'aigua
Si el forat en el formigó en la paret massissa està humit o ple d'aigua, pot retardar l'enduriment. S'estima que el temps requerit per l'enduriment és 1.5 vegades més gran que en els forats secs. En qualsevol cas, referir-se a les instruccions del fabricant.
Algunes resines no són adequades en els forats plens d'aigua. En altres casos estan recomanats factors de seguretat que limiten la càrrega. En aquestes aplicacions les resines millors són les de vinilèster pur o epoxi.

## Seguretat
Les resines dels ancoratges químics estan generalment classificades com a "preparats irritants" (Xi). Per això cal llegir les informacions de seguretat a l'etiqueta i per a un ús professional, rebre i tenir en compte la fitxa de seguretat. Successivament, aplicar totes les precaucions necessàries. En general és millor protegir del contacte les mans, la pell i els ulls.

## Càlcul

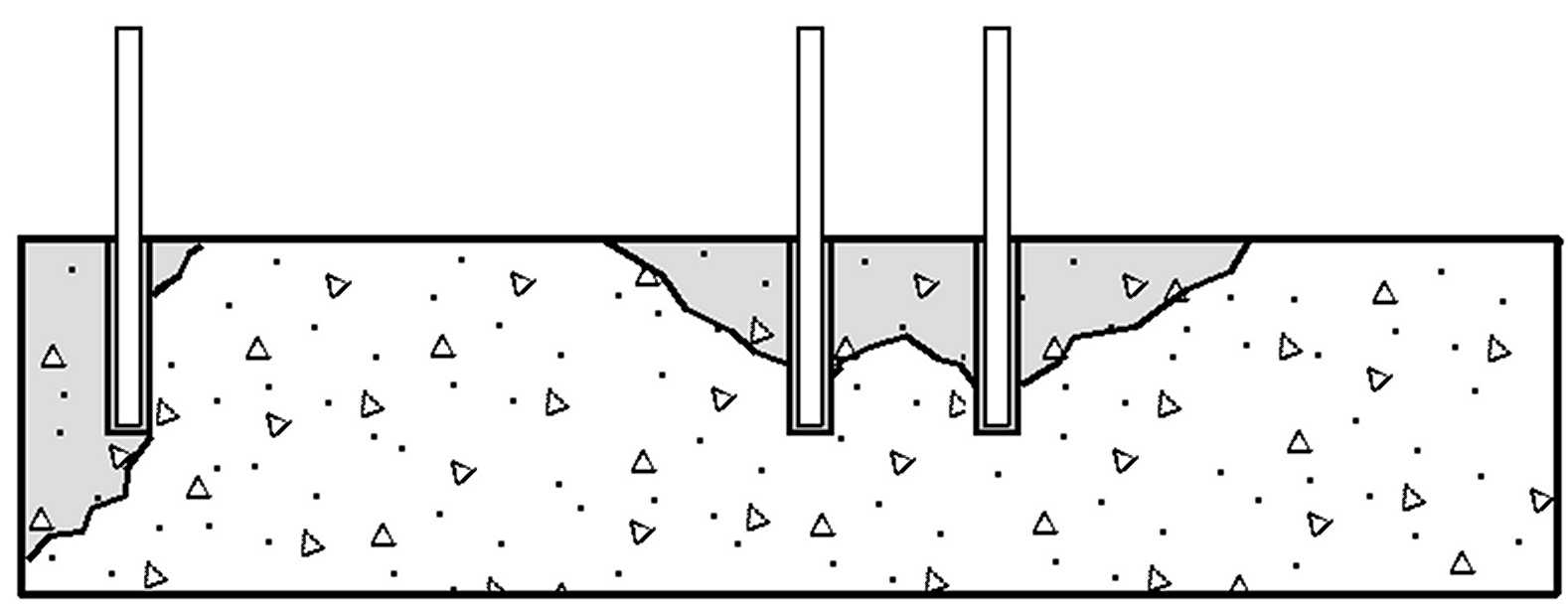
Càlcul d'ancoratges: proximitat de les vores i distància més curta

El càlcul comença a partir del coneixement de la resistència mecànica del substrat en el qual es fa l'ancoratge, generalment maó perforat o sòlid, o de formigó. Quant als maons perforats o plens, la resistència mecànica s'obté per mitjà de proves experimentals. Els diferents productors d'ancoratges químics en general el declaren en les fitxes tècniques.
L'aplicació dels productes químics en el formigó ofereix una major versatilitat que altres sistemes, per donar la possibilitat de variar la profunditat de l'ancoratge i la capacitat per a ancorar en la proximitat de les vores: els ancoratges químics no exerceixen esforços d'expansió, per la qual tant, es pot aplicar més a prop de la vora en comparació amb tacs d'expansió.
Per a l'anàlisi de la resistència de l'ancoratge s'ha de tenir en compte els tres principals modes de fallada: trencament de la vareta d'acer, trencament del con de formigó i extracció per trencament de la resina.
Aquestes maneres varien de manera diferent segons la profunditat de l'ancoratge, la resistència al trencament de la vareta és independent de la profunditat, l'extracció depèn de la superfície lateral del forat i varia linealment amb la profunditat, i el trencament del con de formigó varia amb el quadrat de la profunditat. En general, els fabricants recomanen una profunditat d'inserció que tingui en compte el millor resultat possible, també en relació amb els factors de seguretat parcials relatius a modes de fallada.
Per a les situacions més complexes cal considerar la resistència de tall i el moment de flexió. Generalment la resistència al tall és la de la vareta d'acer i no depèn del tipus d'ancoratge químic. Una discussió complexa del càlcul i el dimensionament més precís de l'ancoratge químic està regulat en les guies dels Documents d'Idoneïtat Tècnica Europeus (ETAG) disponible al lloc web de l'Organització Europea per la Idoneïtat Tècnica www.eota.be.
Per a l'ús dels ancoratges químics com a sistema de varetes de reforç i juntes de formigó armat, no es refereix a la teoria de l'ancoratge (en la qual es considera que el formigó també se sotmet a esforç de tracció) sinó es refereix als càlculs de l'formigó armat. En aquest cas, per recomanació del fabricant i de qualsevol certificació ITE de l'ancoratge químic, es pot assimilar a la inserció de la barra corrugada amb la resina a una barra similar embotida en el formigó abans de l'abocament del formigó. En aquest cas es fan servir les regles de la superposició de les barres d'armadura.
No obstant això, s'ha de fer referència a les dades tècniques dels productors d'ancoratges químics, que en general estan simplificats i que poden ser útils per al projecte.

## Certificació
La Unió Europea ha publicat normes tècniques per a la calcificació i certificació d'idoneïtat per a l'ús de sistema de subjecció, a través de l'EOTA que emet les ETAG per als sistemes de fixació.
Com a resultat, es pot aconseguir per a un producte determinat de fixació el ETA (DITE) que defineix les característiques i les aptituds per als usos previstos i els requisits essencials per als productes de construcció establertes per la Directiva Productes de Construcció.
Els ancoratges estructurals poden ser avaluats d'acord amb aquestes normes en les institucions acreditades i obtenir el certificat de conformitat i el marcatge CE.